# Сычово
Сычово — деревня в Самойловском сельском поселении Бокситогорского района Ленинградской области.

## История
СЫЧЕВО — деревня Лемутровского общества, прихода Озерского погоста.

Крестьянских дворов — 15. Строений — 23, в том числе жилых — 18. Два кожевенных завода. Жители занимаются рубкой, возкой и сплавом леса. 

Число жителей деревни по семейным спискам 1879 г.: 42 м. п., 44 ж. п.; по приходским сведениям 1879 г.: 45 м. п., 47 ж. п.

В конце XIX — начале XX века деревня административно относилась к Деревской волости 5-го земского участка 3-го стана Тихвинского уезда Новгородской губернии.

СЫЧЕВО — деревня Лемутровского общества, число дворов — 20, число домов — 34, число жителей: 58 м. п., 67 ж. п.; Занятия жителей: земледелие. Речка Верховка. (1910 год)

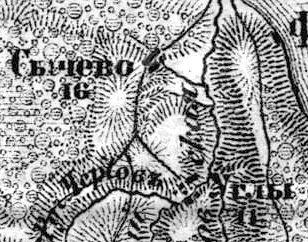
Деревня Сычово на карте 1917 года

Согласно карте Новгородской губернии 1917 года, деревня называлась Сычево и насчитывала 16 крестьянских дворов.
С 1917 по 1918 год деревня входила в состав Деревской волости Тихвинского уезда Новгородской губернии.
С 1918 года, в составе Череповецкой губернии.
С 1924 года, в составе Пикалёвской волости.
С 1927 года, в составе Пакшеевского сельсовета Пикалёвского района.
С 1928 года, в составе Окуловского сельсовета. В 1928 году население деревни составляло 146 человек.
С 1932 года, в составе Ефимовского района.
По данным 1933 года деревня Сычево входила в состав Окуловского сельсовета Ефимовского района.
С 1952 года, в составе Бокситогорского района.
С 1963 года, вновь в составе Ефимовского района.
С 1965 года вновь в составе Бокситогорского района. В 1965 году население деревни составляло 44 человека.
По данным 1966 и 1973 годов деревня Сычево также входила в состав Окуловского сельсовета.
По данным 1990 года деревня Сычево входила в состав Самойловского сельсовета.
В 1997 году в деревне Сычёво Самойловской волости проживали 6 человек, в 2002 году в деревне Сычово — 8 (все русские).
В 2007 году в деревне Сычово Самойловского СП проживали 4 человека, в 2010 году — 6.

## География
Деревня расположена в северо-западной части района на автодороге 41К-035 (Большой Двор — Самойлово).
Расстояние до административного центра поселения — 14 км.
Расстояние до ближайшей железнодорожной станции Пикалёво на линии Волховстрой I — Вологда — 20 км.

## Демография
| 1997 | 2002 | 2007 | 2010 | 2017 |
| ---- | ---- | ---- | ---- | ---- |
| 6    | ↗8   | ↘4   | ↗6   | ↘0   |